# Fenty
Fenty (reso graficamente come FEИTY) è stata una casa di moda (o fashion house) fondata nel 2017 dalla cantante e imprenditrice barbadiana Rihanna. Tale azienda è stata lanciata pubblicamente nel maggio 2019 e faceva parte della multinazionale LVMH (Moët Hennessy Louis Vuitton). L'azienda è stata chiusa nel 2021 a causa del dilagare del COVID-19 e dell'impossibilità della cantante di poter gestire il marchio al di fuori degli Stati Uniti.

## Storia
Dopo il marchio di successo Fenty Beauty lanciato dalla cantante nel settembre 2017, Rihanna ha creato il marchio di moda, accessori e abbigliamento Fenty, entrando a far parte dell'universo LVMH. Rihanna è inoltre la prima donna di colore ad avere diversi marchi nel gruppo LVMH. Fenty è stato inoltre il primo nuovo produttore di abbigliamento, scarpe e accessori con il marchio LVMH dal 1987, aggiungendosi ai settanta marchi LVMH come Louis Vuitton, Givenchy e Christian Dior.

Rihanna durante la sfilata alla settimana della moda di New York per Fenty x Puma

Ha annunciato la sua collaborazione con il gruppo di moda il 10 maggio 2019 tramite i suoi social, affermando di essere molto contenta di lavorare con LVMH e che non avrebbe potuto trovare partner migliore. Bernard Arnault, proprietario del marchio Fenty, ha aggiunto che Rihanna è conosciuta al mondo come una meravigliosa cantante ma tramite Fenty Beauty ha potuto scoprire una donna intraprendente nonché ottima CEO. 
Rihanna ha indossato dei pezzi firmati Fenty in alcuni scatti per la rivista The New York Times Style Magazine (gestita dal The New York Times).
I prodotti Fenty sono stati resi disponibili al pubblico per la prima volta il 22 maggio 2019, tramite un negozio temporaneo (pop up store) a Parigi, in Francia, dove è inoltre situata la sede principale dell'azienda. Il 29 maggio dello stesso anno è iniziata la vendita online sul sito web.